# ライムベリー
ライムベリー (RHYMEBERRY) は、日本のアイドルラップユニット。所属事務所は株式会社パーティクル。2011年結成、2019年解散。

## 概要
「ラップ×アイドルのコンセプトをベースに、多幸感で包み込むLIVE,RAP&PEACEな新世代アイドル!」と銘打っていた。グループ名の由来は、公式ホームページにて以下のように紹介されていた。

## メンバー
| 名前      | 名前                    | パート | 生年月日（年齢）       | 出身地 | 備考 |
| --------- | ----------------------- | ------ | ---------------------- | ------ | --- |
| MC MIRI   | 櫻井 未莉 さくらい みり | MIC1   | 1998年3月28日（27歳）  | 東京都 | オリジナルメンバー 八月ちゃん（元おやすみホログラム）とのユニット「8mm」（ハチミリ）、関谷真由（元アイドリング!!!、BESTIEM）とのユニット「2D」（ツーディー） としても活動 「CINDERELLA MCBATTLE」(フィメールラッパーのみのMCバトル)準優勝、「渋ピカ賞」受賞。 2019年7月、我儘ラキア加入 |
| MC YUIKA  | YUIKA ゆいか            | MIC2   | 4月27日                | 東京都 | 2017年6月16日加入 解散後、「SONOTA」名義で活動。2020年、ラップクルー おーるどにゅーすぺーぱー結成（「そのた」名義）。 2022年より電音部・真新宿GR学園の安倍＝シャクジ＝摩耶役として活動。                                                                                                |
| DJ OMOCHI | 福円 もち ふくまる もち | DJ     | 1997年11月19日（27歳） | 東京都 | 2016年7月22日加入 元少女閣下のインターナショナル。ミスiD2017ファイナリスト（非公式吉田豪賞） 解散後は「早坂 七星」（はやさか ななせ）名義で活動 |

### 過去
| 名前      | 名前                        | パート | 生年月日（年齢）      | 出身地   | 備考 |
| --------- | --------------------------- | ------ | --------------------- | -------- | --- |
| MC YUKA   | 大田原 優花 おおたわら ゆか | MC     | 1998年5月13日（27歳） | 東京都   | オリジナルメンバー、2014年4月11日脱退 |
| MC HIME   | 持田 妃華 もちだ ひめか     | MC     | 1998年5月14日（27歳） | 神奈川県 | オリジナルメンバー、2015年2月26日卒業 2015年12月よりlyrical schoolのメンバー「hime」として活動 |
| DJ HIKARU | 信岡 ひかる のぶおか ひかる | DJ     | 1998年5月6日（27歳）  | 北海道   | オリジナルメンバー、2015年2月26日卒業 |
| DJ U-NIN  |                             | DJ     | 1月18日               | 台湾     | 2015年12月加入、2016年1月卒業 |
| MC MISAKI | MISAKI みさき               | MC     | 1999年6月3日（26歳）  | 秋田県   | 2015年3月1日加入 元Pramo、Aither。みか（当時せのしすたぁ）とのユニット「MIKA♡MISA」（ミカミサ）としても活動。ミスiD2018ファイナリスト 2017年8月20日卒業。 卒業後、「ラストアイドル」（テレビ朝日）に挑戦。古賀哉子に敗れるが、名義を「木村 美咲」（きむら みさき）に改め、セカンドユニット「Someday Somewhere」に参加。 |

## 略歴

### 2011年
- アイドルグループ「usa☆usa少女倶楽部」から選抜されたメンバー4名、MIRI・HIME・YUKA・HIKARUにより結成[1]、11月13日に四谷Live inn Magicで行われた『usa☆usa学園ライブVol.25』で初披露された[19]。

### 2012年
- 7月11日、Aries Recordsよりファーストシングル「HEY!BROTHER」をリリース[20]。プロデュースはライトノベル「神様家族」などの作家である桑島由一が“E TICKET PRODUCTION”の名で担当。表題曲「HEY!BROTHER」は元々、桑島がトラックメイカーとして関わっていたラップユニット「MOE-K-MCZ」の楽曲だったが、ライムベリーがその楽曲とコンセプトを引き継いだ[20]。
- 10月28日、四谷Live inn Magicで行われた『usa☆usa学園ライブVol.58』に出演し、タワーレコードのアイドル専門レーベルT-Palette Recordsに第7弾アーティストとして所属することを発表[21]。

### 2013年
- 3月20日、T-Palette Records第1弾シングル「R.O.D./世界中にアイラブユー」をリリース[22]。
- 8月11日、初のワンマンライブ『MAGIC PARTY』を渋谷のライブハウス「WWW」にて開催[23]。MC HIMEの手術・療養のため、同公演を最後に活動を一時休止[23][24]。完全な活動再開時期は未定だったが、同年12月に行われた『T-Palette Records感謝祭2013』には予定通り出演した[25][26]。

### 2014年
- 4月11日、ライムベリー公式ブログにおいて、所属していたエアリーズエンタテインメントおよびusa☆usa少女倶楽部から離れて、株式会社パーティクルがライムベリーの運営を引き継ぐ事、メンバーのMC YUKA（大田原優花）が家庭の事情によりライムベリーを脱退し、3人編成で活動を再開する事が発表された[2][27][28]。なお、プロデュースは引き続きE TICKET PRODUCTIONが担当。
- 11月19日、3人体制となって初のシングル「IDOL ILLMATIC」をリリース[29]。

### 2015年
- 2月26日、MC HIMEとDJ HIKARUのグループからの卒業、さらにプロデューサーであるE TICKET PRODUCTIONこと桑島とのプロデュース契約も終了したことを公式サイトにて発表。今後は、MC MIRIに新たなメンバーを加えて、3月1日より活動を再開させていくことが併せて発表された[30]。
- 3月1日、新宿MARZでのライブイベント「第25回アイドル緊急招集」に、MC MIRIと新メンバーのMC MISAKIにサポートメンバーのDJを加え出演。新曲2曲を披露[31]。
- 3月3日、Twitter公式アカウントにて、新メンバーオーディションの近日開催を発表[32]。
- 3月5日、公式サイトにて新メンバー募集とオーディションの詳細を発表[33]。
- 5月7日、Dahtsu、Hiroki Sagawaをサウンド・プロデュースに迎えた新体制による第1弾シングル「MIRRORBALL」の5月下旬リリースを発表[34]。同日、元メンバーMC HIMEとDJ HIKARUによる、ライムベリー在籍時代の楽曲がE TICKET PRODUCTIONのSoundCloudアカウントで無料配信開始[35]。
- 5月24日、シングル「MIRRORBALL」リリース。
- 12月16日、アルバム『RHYMEBERRY』リリース。
- 12月29日、DJ U-NINが正式にライブデビュー[16]。

### 2016年
- 1月18日、DJ U-NINが家庭の事情により活動存続が困難となったため、脱退を発表[16]。
- 7月22日、DJ OMOCHIの加入を発表[10]。
- 8月22日、MC MISAKIが家庭の事情により、当面のライブ不参加を発表[36]。
- 9月25日、MC MISAKI復帰[37]。

### 2017年
- 4月23日、MC MIRIが喉の手術のため活動休止[38]。活動休止中はMC MISAKIとDJ OMOCHIの2人で「Rabbit Rice cake」として活動[39]。
- 6月16日、MC MIRI復活ライブ「BURST ON」（渋谷Milkyway）開催。新メンバーのMC YUIKAも加入したお披露目ライブとなった。
- 7月12日、シングル「TOKYOチューインガム」をリリース。
- 7月31日、MC MISAKIが自身の夢のチャンスを掴むため、グループからの卒業を発表[40]。
- 8月20日、MC MISAKIの卒業ライブが行われた[18]。
- 11月15日、アルバム『SERIES 1』のリリース、およびリリースパーティーが12月16日に行われることを発表。

### 2018年
- 2月10日、SOUND MUSEUM VISIONにてワンマンライブ「SERIES 1」開催。
- 8月、AbemaTV×カラオケの鉄人×週刊少年サンデーによる合同オーディション「極アツ★アイドル2018」にグループで参加[41]。

### 2019年
- 2月23日、5月31日開催のワンマンライブをもって解散することを発表[42]。
- 4月10日、ラストミニアルバム『Thing For You』をリリース。
- 5月31日、ワンマンライブ「One for all, All for one〜FINAL」（渋谷WWWX）およびトークイベント「After Party 〜みんなに感謝。ありがとう〜」（渋谷Milkyway）をもって解散。

## 作品

### シングル
| 枚 | 発売日         | タイトル                    | 規格品番                                   | 備考                              |
| -- | -------------- | --------------------------- | ------------------------------------------ | --------------------------------- |
| 1  | 2012年7月11日  | HEY!BROTHER                 | ARIES5003                                  |                                   |
| 2  | 2013年3月20日  | R.O.D./世界中にアイラブユー | TPRC-0030                                  |                                   |
| 3  | 2013年7月31日  | SUPERMCZTOKYO               | TPRC-0050【限定盤】 TPRC-0051【通常盤】    |                                   |
| 4  | 2013年10月23日 | フロム東京                  | TPRV-0007                                  | アナログ7inchシングル             |
| 5  | 2014年2月12日  | ウインタージャム            | TPRV-0009 TPRC-0067                        | TPRC-0067はアナログ12inchシングル |
| 6  | 2014年11月19日 | IDOL ILLMATIC               | PTCL-0001【通常盤】 PTCL-0002【初回盤】    |                                   |
| 7  | 2015年5月24日  | MIRRORBALL                  | PTCL-0003【通常盤】 PTCL-0003【初回盤】    |                                   |
| 8  | 2016年9月21日  | Bring It On Down            | PTCL-0006                                  |                                   |
| 9  | 2017年7月12日  | TOKYOチューインガム         | PTCL-0007【通常盤】 CD:PTCL-0008【初回盤】 |                                   |

### アルバム
| 枚 | 発売日         | タイトル    | 規格品番                                 | 備考 |
| -- | -------------- | ----------- | ---------------------------------------- | ---- |
| 1  | 2012年7月11日  | HEY!BROTHER | ARIES5003                                |      |
| 2  | 2015年12月16日 | RHYMEBERRY  | PTCL-0004【限定盤】 PTCL-0005:【通常盤】 |      |
| 3  | 2017年11月15日 | SERIES 1    | PTCL-0009【初回盤】 PTCL-0010:【通常盤】 |      |

ミニアルバム
- Thing For You(2019年4月10日) - CD:PTCL-0012

ライブアルバム
- B.I.O.D. LIVE IN WWW X(2016年12月21日) - CD:SCDF-021

コンピレーション・アルバム
- G.I.R.L.S RAP（2015年9月16日）- CD:BRTW-1017 ※「MIRRORBALL」収録。

### 映像作品
- NICE IDOL(FAN) MUST PURE!!! vol.3（2012年9月24日） - ドキュメンタリー映像収録[43]
- B.I.O.D. LIVE IN WWW X(2016年12月21) - DVD:SCDF-022

### その他
MC MIRIソロ名義
- 『“hiphop”ト名乗ッテモイイデスカ』（2016年5月11日）CD:SCDF-019

ゲスト参加
- DJ Deckstream『DECKSTREAM.JP』（2013年8月14日）- 2CD:ESCL-4053/4 ※「BRIGHT LIGHT」に参加。

## ライブ

### ワンマンライブ
- MAGIC PARTY（2013年8月11日、渋谷WWW） - 初のワンマンライブ
- MAGIC PARTY VOL.2（2014年12月21日、新宿BLAZE）[44] - 4月に復活して以来初のワンマンライブ
- 大韻果MATSURI〜ライムベリーの大阪劇場！MIC２本で言霊激動 (2016年4月3日、大阪・心斎橋DROP)
- Bring It On Down 〜Everybody Singing a Song〜 (2016年10月9日、渋谷WWW X)
- RHYMEBERRY 復活単独ライブ 「BURST ON」(2017年6月16日、渋谷Milkyway) - MC MIRI活動再開、MC YUIKA加入
- One for all, All for one〜FINAL（2019年5月31日、渋谷WWWX） - ラストライブ

### 主催イベント
2014年
- WE ARE BACK!（4月27日、Shibuya O-nest） - 再始動後初のライブ、二部制。

2015年
- 韻果MATSURI Vol.1  (5月9日、渋谷Glad) w/おやすみホログラム/NECRONOMIDOL/8mm/MIKA☆RIKA/じゅじゅ/リナチックステイト
- 韻果MATSURI Vol.2  (5月9日、渋谷Glad) w/PUTAN/KOTO/西恵利香/おやすみホログラム/8mm/じゅじゅ/東京ハライソ/少女閣下のインターナショナル
- 韻果MATSURI Vol.3  (8月8日、渋谷vuenos) w/おやすみホログラム/KOTO/2&/あヴぁんだんど/生ハムと焼うどん/せななん/8mm
- 韻果MATSURI Vol.4  (8月8日、渋谷vuenos) w/Stereo Tokyo/偶想Drop/あヴぁんだんど/生ハムと焼うどん/あっこゴリラ/ハハノシキュウ/流星群少女
- 韻果MATSURI Vol.5  (9月6日、渋谷Glad) w/8mm/おやすみホログラム/校庭カメラガール/中野杏/まなみのりさ/嶋原ルルル/西恵利香/羅漢
- 韻果MATSURI Vol.6  (9月6日、渋谷Glad) w/おやすみホログラム/校庭カメラガール/せのしすたぁ
- 韻果MATSURI Vol.7  (11月1日、渋谷vuenos) w/MAGiC BOYZ/RYUKYU IDOL(O.A)
- 韻果MATSURI Vol.8  (11月1日、渋谷vuenos) w/8mm/chelmico/amiina/Creepy Nuts(R-指定&DJ松永)/デスラビッツ/偶想Drop/じゅじゅ/おやすみホログラム/せのしすたぁ

2016年
- 韻果MATSURI Vol.9  (1月17日、渋谷vuenos) w/おやすみホログラム/じゅじゅ/RYUKYU IDOL/KOTO/2&/地球人/963
- 韻果MATSURI Vol.10 (1月17日、渋谷vuenos) w/ハハノシキュウ/Maison book girl/おやすみホログラム/じゅじゅ/RYUKYU IDOL/KOTO/2&
- 韻果MATSURI Vol.11 (3月21日、渋谷vuenos) w/校庭カメラギャル/UN☆LUCKEY/Smile/レッツポコポコ/Maison book girl/せのしすたぁ
- MIRI生誕祭 MIRIONAIRES 〜18年分の幸せをおすそ分け〜 (3月21日、渋谷vuenos)  w/関谷真由/RYUKYU IDOL/晋平太/MAGiC BOYZ/呂布カルマ/おやすみホログラム
- 韻果MATSURI Vol.12 (4月24日、渋谷vuenos) w/KOTO/963/西恵利香/NECRONOMIDOL/TOKYO喫茶/リナチックステイト/ねうちゃん(じゅじゅ)/せのしすたぁ/君と僕、ときどきメランコリック
- 韻果MATSURI Vol.13 (4月24日、渋谷vuenos) w/おやすみホログラム/Maison book girl/せのしすたぁ
- 韻果MATSURI Vol.14 (5月21日、渋谷vuenos) w/鈴木花純(テレジア)/sugartrap/校庭カメラギャル/CHARLES/君と僕、ときどきメランコリック/せのしすたぁ/RYUKYU IDOL
- 韻果MATSURI Vol.15 (5月21日、渋谷vuenos) w/東京女子流/Creepy Nuts(R-指定&DJ松永)
- MISAKI生誕祭 みさきのうさぎ狩り 〜華のSEVENTEEN〜 (6月5日、渋谷vuenos) w/BELLRING少女ハート(O.A)/ANNA☆S/地球人/リナチックステイト/夏の魔物
- 韻果MATSURI Vol.16 (9月4日、渋谷vuenos) w/せのしすたぁ/amiinA/偶想Drop/ハッピーくるくる/黒猫の憂鬱/KOTO
- 韻果MATSURI Vol.17 (9月4日、渋谷vuenos) w/せのしすたぁ/偶想Drop/ハッピーくるくる/黒猫の憂鬱/KOTO/クマリデパート/カクニケンスケ
- 韻果MATSURI Vol.18 (11月20日、渋谷vuenos) w/MIKA☆MISA/せのしすたぁ/RYUKYU IDOL/KOTO
- DJ OMOCHI生誕イベントお正月じゃないよ！みんな餅つけPartyNight (11月20日、渋谷vuenos) w/せのしすたぁ/里咲りさ/NATURE DANGER GANG/ぽわん/ヤなことそっとミュート
- 韻果MATSURI Vol.19 (12月3日、渋谷vuenos) w/Maison book girl/劇場版ゴキゲン帝国/校庭カメラギャル/西恵利香/もかろん(RYUKYU IDOL)/クマリデパート
- 韻果MATSURI Vol.20 (12月3日、渋谷vuenos) w/東京女子流/COMA-CHI/校庭カメラギャル(O.A)
- 韻果MATSURI Vol.21 (12月3日、渋谷vuenos) w/RYUKYU IDOL/劇場版ゴキゲン帝国/NECRONOMIDOL
- 韻果MATSURI Vol.22 (12月3日、渋谷vuenos) w/RYUKYU IDOL/劇場版ゴキゲン帝国

2017年
- 韻果MATSURI Vol.23 (1月14日、渋谷vuenos) w/偶想DROP/2&/じゅじゅ/SHiNYSHiNY/久保田光
- 韻果MATSURI Vol.24 (1月14日、渋谷vuenos) w/Kiss Bee/偶想DROP/2&/劇場版ゴキゲン帝国/ねうちゃん(じゅじゅ)/校庭カメラギャル/西恵利香/クマリデパート
- 韻果MATSURI Vol.25 (2月18日、渋谷vuenos) w/ハハノシキュウ/O'CHAWANZ/藤田 恵名/MC MIRI(ソロ)/DJ OMOCHI(ソロ)
- 韻果MATSURI Vol.26 (2月18日、渋谷vuenos) w/フィロソフィーのダンス/RYUKYU IDOL/フルーティー♡ /偶想DROP/劇場版ゴキゲン帝国/キラキラゲリラ/MELLOW GREEN WONDER/2&
- MIRI生誕祭 MIRIONAIRES2017 Daytime Party (3月25日、渋谷vuenos) w/崇勲/Booing!!!/2&/ハハノシキュウ/P.O.P/MC MIRI(ソロ)
- MIRI生誕祭 MIRIONAIRES2017 Nighttime Party w/There There Theres/GOMESS/せのしすたぁ
- 韻果MATSURI Vol.27 (6月4日、渋谷vuenos) w/MC MISAKI(ソロ)/Rabbit Rice Cake/せのしすたぁ/uijin/NECRONOMIDOL/マボロシ可憐GeNE ※MC MIRI活動休止中により、ライムベリーとしての出演はなし
- MISAKI生誕 ミサキ・イン・ワンダーランド (6月4日、渋谷vuenos) w/劇場版ゴキゲン帝国/せのしすたぁ/uijin/ANNA☆S
- 韻果MATSURI vol.28 (10月17日、目黒鹿鳴館) w/です。ラビッツ/ハハノシキュウ/旋律メロディアス
- 韻果MATSURI vol.29 おもち生誕前祭＆アルバムリリース記念ライブ (11月18日、渋谷vuenos) w/ACE/CLOCK & BOTAN/へっぽこーず/Klamber/ぶっ壊れRe:論‰/福円もち
- OMOCHI生誕ライブ第20話「大人の階段は登るだけとは限らない」 (11月18日、渋谷vuenos) w/P.O.P/ハッピーくるくる/もかろん（RYUKYU IDOL）/シバノソウ
- RHYMEBERRY SERIES 1 RELEASE PARTY supported by WREP(12月16日、渋谷SOUND MUSEUM VISON) w/UZI/P.O.P/There There Theres/劇場版ゴキゲン帝国/おやすみホログラム/ハハノシキュウ/椿/MIRI

### 対外イベント
2012年
- TOKYO IDOL FESTIVAL 2012（8月4・5日、お台場・青海特設会場）[45]
- アイドルラップナイト（9月17日、新宿MARZ） - lyrical schoolとの共演[43]。
- T-Palette Records感謝祭2012（12月9日、品川ステラボール）[46]

2013年
- TOKYO IDOL FESTIVAL 2013(7月27日、お台場・青海特設会場)
- T-Palette Records感謝祭2013（12月15日、ラフォーレミュージアム六本木）[26]

2015年
- 柏から咲かす（12月6日、柏616）※出演：Qam、Devil ANTHEM、notall、ハニースパイス、まねきケチャ、ライムベリー 他
- new encounters Vol.1（12月7日、下北沢SHELTER）※出演：sora tob sakana、じゅじゅ、ライムベリー、ようなぴ（ゆるめるモ!）、TOKYO喫茶、NECRONOMIDOL、少女閣下のインターナショナル
- サ上と中江の続・青春日記 〜マイメン100人できるかな?〜 vol.6（12月10日、渋谷パルコパート1 6F）

2016年
- TOKYO IDOL FESTIVAL 2016(8月5日、お台場・青海特設会場)
- TOKYO CALLING 2016(9月19日、渋谷O-nest)
- AOMORI ROCK FESTIVAL'16 ～夏の魔物～ 10周年記念大会(10月1日、青森・夜越山スキー場・特設ステージ)

2017年
- WOOLY SUMMIT(1月29日、静岡・清水SOUND SHOWER ark)
- YATSUI FESTIVAL! 2017(6月18日、渋谷HARLEM)
- サワソニ26 海の家(7月8日、片瀬江ノ島海岸・特設ステージ)
- 勝手にP.O.P歌謡祭2017(7月16日、宇都宮・株式会社たいよう足場内・特設ステージ)

## 出演

### レギュラー番組
ラジオ
- 渋谷WREP学園(⽉曜-⾦曜17:00-19:00、月曜日アシスタントにMC MIRIが出演)[47]

### その他の出演番組
テレビ
- ライムベリーの目指せスーパースター(アイドル専門チャンネルPigoo：2013年2月1日 - 2013年5月1日、全3回)[48] - 当番組にさきがけ「ライムベリーの魔法にかかったみたいなParty!」が2013年1月3日よりPigooHDで放送された[49]。
- アイドルお宝くじ(テレビ朝日：2015年11月13日〜2016年1月16、BS朝日：2015年11月14日〜2016年1月17) - 5週連続出演
- Mステへの階段 ウルトラオーディション(テレビ朝日：2017年9月16日) - 「MUSIC STATION ウルトラFES 2017」出場をかけたオーディション番組
- #ジューダイ(NHK：2017年9月14日、9月21日、MC MIRIが出演)

ラジオ
- ライムベリーのAhh!Fresh（2012年4月5日 - 9月20日、下北FM）
- ライムベリーのオールナイトニッポンモバイル（2013年2月13日 - 、オールナイトニッポンモバイル）[50]
- ライムベリーのラジカントロプス2.0（2014年9月30日1:00-2:00 ラジオ日本）

ネット配信
- 古坂大魔王の原石が出るTV(AbemaTV：2017年9月19日) - ゲスト出演
- 矢口真里の火曜The NIGHT(AbemaTV：2017年12月20日、2018年9月5日、10月10日、10月17日[51]) - ゲスト出演

映画
- 世界の終わりのいずこねこ（2015年3月7日公開）[52]※クラスメイト役で出演。

その他
- Creepy Nuts(R-指定&DJ松永)「合法的トビ方ノススメ」(2015年、MC MIRI、MC MISAKIが出演)
- TOPVALU PEACE FITプロモーションビデオ「PEACE FIT MV 1014」(2016年、MC MIRIが出演)
- 里咲りさ「S!NG」(2017年、福円もち名義(DJ OMOCHI)で出演)
- 西尾維新×12 BATTLE MC オリジナルプロモーションムービー「もうひとつの十二大戦」(2017年、MC MIRIが出演)